# Alexandre Jansen Da Silva
Alexandre Jansen Da Silva (Waregem, 16 januari 1987) is een Belgische voetballer van Braziliaanse komaf die als verdediger speelt.
Zijn één jaar jongere broer Alandson speelde toen ook bij de beloften van Club Brugge, hij is aanvaller.
Hij kwam uit de jeugd van SV Zulte Waregem en Club Brugge waarvoor hij slechts een maal met de A-kern speelde. Hij verving toen Priske. In juli 2008 tekende hij samen met zijn broer bij Standard Luik. Daar konden de broers echter niet doorzetten. In 2009 verhuisden de broers Da Silva naar Tubize waar hij tot 2013 speelde. Later speelde hij bij KSV Oudenaarde en KV Turnhout. Sinds 2014 komt hij uit voor Cappellen FC. In februari 2016 ging hij voor Nõmme JK Kalju in Estland spelen. In januari 2017 sloot hij aan bij KVK Westhoek. In 2020 ging hij naar Renaissance Mons 44.

## Statistieken
| seizoen | club          | land   | competitie    | wed. | goals |
| ------- | ------------- | ------ | ------------- | ---- | ----- |
| 2007/08 | Club Brugge   | België | Eerste Klasse | 1    | 0     |
| 2008-09 | Standard Luik | België | Eerste Klasse |      |       |
| 2009-10 | AFC Tubeke    | België | Tweede Klasse |      |       |